# 서종철 (배우)
서제일(본명: 서종철, 1985년 3월 4일 ~ )은 대한민국의 배우이다.

## 출연 작품

### 영화
- 《핫 블러드》 (2021년) - 동필 역
- 《깡패와 소녀》 (2020년) - 창식 역
- 《슬픈남자》 (2015년) - 상철 역
- 《성실한 나라의 앨리스》 (2015년) - 공장인부 역
- 《명량》 (2014년) - 왜군 역
- 《화창한 그날들》 (2014년) - 상수 역
- 《미스터 고》 (2013년) - NC 벤치멤버 역
- 《신세계》 (2013년) - 정청계 10 역
- 《마이 웨이》 (2011년) - 마라톤 선수 역
- 《고지전》 (2011년) - 인민군 병사 1 역